# HR 4796
HR 4796 é um sistema estelar na constelação de Centaurus. Com uma magnitude aparente visual de 5,78, pode ser visto a olho nu em locais com poluição luminosa mínima. Com base em medições de paralaxe, está localizado a uma distância de aproximadamente 235 anos-luz (72 parsecs) da Terra.
Este é um sistema jovem com uma idade estimada de 10 milhões de anos. O componente primário, uma estrela de classe A da sequência principal, é notável por possuir um disco de detritos, a uma separação média de 77 UA, que apresenta evidências de planetas em órbita. Forma um sistema binário com uma anã vermelha a uma separação de 560 UA, e provavelmente é parte de um sistema estelar triplo com uma segunda anã vermelha a 14 400 UA.

## Componentes
O sistema HR 4796 é um dos principais membros da associação TW Hydrae, um grupo de estrelas jovens com mesma origem e movimento pelo espaço similar. Essa associação tem uma idade estimada em 10 ± 3 milhões de anos, que é portanto considerada a idade de HR 4796.
O componente primário do sistema, HR 4796 A, é uma estrela de classe A da sequência principal com um tipo espectral de A0V. Tem uma massa 2,18 vezes superior à massa solar e um raio de 1,68 raios solares. Irradia energia de sua fotosfera com 16 vezes a luminosidade solar a uma temperatura efetiva de cerca de 9 300 K, a qual dá à estrela a coloração branca típica de estrelas de classe A. Está girando rapidamente com uma velocidade de rotação projetada de 152 km/s. Sua metalicidade, a abundância de elementos mais pesados que o hélio, é similar em proporção à solar.
Separado do primário por 7,6 segundos de arco, o equivalente a 560 UA à distância do sistema, o componente secundário é uma anã vermelha com um tipo espectral estimado de M2 e uma magnitude aparente visual de 13,3. De forma consistente com a idade baixa do sistema, é uma estrela da pré-sequência principal que ainda está no processo de contração em direção à sequência principal. Tem uma massa de 30% da solar e está brilhando com 15% da luminosidade solar. Sua temperatura efetiva é de aproximadamente 3 600 K.
O sistema HR 4796 provavelmente contém um terceiro membro, uma outra anã vermelha identificada como 2MASS J12354893-3950245. Essa estrela tem uma magnitude aparente visual de 14,4 e está separada do componente A por 174,9 segundos de arco, o que corresponde a cerca de 14 400 UA. Seu movimento próprio é semelhante com o de HR 4796 AB e ela apresenta as características de uma estrela jovem, indicando que também é um membro da associação TW Hydrae e que provavelmente está associada gravitacionalmente com o sistema. Medições de paralaxe pela sonda Gaia indicam que essa estrela está a uma distância de 71,4 ± 0,7 pc da Terra, a mesma distância do resto do sistema. HR 4796 C também é uma estrela da pré-sequência principal e seu tipo espectral é estimado em M4.5. Está brilhando com 7,5% da luminosidade solar e tem uma temperatura efetiva de 3075 K.
Como é normal para estrelas de baixa massa, HR 4796 B e HR 4796 C são fontes de raios X, apresentando, respectivamente, uma luminosidade nessa faixa de 4,5×1029 e 1,2×1029 erg/s, o equivalente a 0,08% e 0,04% da luminosidade total de cada estrela. Um artigo publicado em 2010 analisou uma observação em raios X de HR 4796 B, feita em 2001 pelo observatório XMM-Newton, e encontrou nelas o que foi interpretado como parte de uma longa erupção. Durante as 12 horas de duração da observação, a taxa de raios X da estrela aumentou em 4,2 vezes até atingir um valor máximo pouco antes do fim da observação, que possivelmente foi o pico da erupção. HR 4796 A não apresenta luminosidade de raios X detectável, com um limite superior de 1,3×1027 erg/s.

## Disco de detritos
Em 1991, observações de HR 4796 A revelaram excesso de radiação infravermelha vindo da estrela, indicando que ela possui um disco de detritos circunstelar. A partir de 1998, o disco foi observado diretamente no infravermelho e no espectro visível por telescópios terrestres e pelo Telescópio Espacial Hubble. Da Terra, o disco é observado a uma alta inclinação de 76,45° em relação ao plano do céu e apresenta-se como um anel elíptico fino com os semieixos maior e menor medindo 1,065 e 0,250 segundos de arco respectivamente. Está a uma distância média de 77 UA da estrela e tem largura estimada entre 13 e 20 UA, apresentando bordas bastante abruptas, sendo a borda interna mais abrupta que a externa. Uma característica notável do disco é seu aparente deslocamento em relação à estrela (seu centro não coincide com a posição da estrela), indicando que ele é elíptico com uma excentricidade de cerca de 0,06. Seu espectro é avermelhado e indicativo de grãos de poeira compostos por materiais orgânicos complexos similares a tolina.
As bordas abruptas e a excentricidade do disco são evidências fortes para a existência de um ou mais planetas massivos orbitando HR 4796 A e interagindo gravitacionalmente com ele. Possibilidades alternativas, como a presença de uma estrela próxima a HR 4796 A e interior ao disco, interação com HR 4796 B (que estaria em uma órbita excêntrica), e a presença de gás para limitar a dispersão da poeira, já foram descartadas ou são insuficientes para explicar a morfologia do disco. Os limites de detecção mais recentes excluem a presença de planetas mais massivos que 2 massas de Júpiter (MJ) interiores ao disco ao longo do semieixo maior e mais massivos que 3,6 MJ interiores ao disco ao longo do semieixo menor. Um planeta com a massa de Saturno a até 6 UA da borda interna do disco em uma órbita de excentricidade similar pode ser suficiente para explicar a excentricidade e a borda interna abrupta. Um planeta externo ao disco, a uma distância de cerca de 95 UA da estrela central e massa de algumas massas de Júpiter, é considerado o cenário mais provável para explicar a borda externa.